# Ogenyi Onazi
Ogenyi Eddy Onazi, född 25 december 1992, är en nigeriansk fotbollsspelare (mittfältare) som spelar för det nigerianska landslaget.

## Karriär
Onazi debuterade för Lazio i Serie A den 6 maj 2012 i en 2–0 bortavinst över Atalanta. Han blev inbytt i den 89:e minuten mot Senad Lulic. Innan han flyttade till Lazio var han under en kort period i svenska Bodens BK.
Den 4 oktober 2020 värvades Onazi av danska SønderjyskE. Den 5 januari 2021 lämnade han klubben.
Den 20 augusti 2021 skrev han på med turkiska Denizlispor.